# Trae Young
Rayford Trae Young (Lubbock, 19 de setembro de 1998) é um jogador norte-americano de basquete profissional que atualmente joga no Atlanta Hawks da National Basketball Association (NBA).
O armador atuou por uma temporada na Universidade de Oklahoma, quando se tornou o primeiro atleta da história do basquete universitário a liderar a liga em pontos e assistências. Ele foi selecionado como a 5ª escolha geral do draft da NBA de 2018 pelo Dallas Mavericks, e logo em seguida foi para os Hawks, numa troca envolvendo Luka Dončić. Na temporada de 2021-22, ele liderou a liga em pontos e assistências totais, se tornando o primeiro jogador a realizar tais feitos tanto na NCAA quanto na NBA.

## Primeiros anos
Nascido em Lubbock, Texas, Trae é filho de Candice e Rayford Young, que jogou basquete em Texas Tech e profissionalmente na Europa.
Ele tem um irmão mais novo, Timothy, e duas irmãs mais novas, Caitlyn e Camryn. Young também tem um tio que já jogou basquete universitário na NAIA.

## Carreira no ensino médio

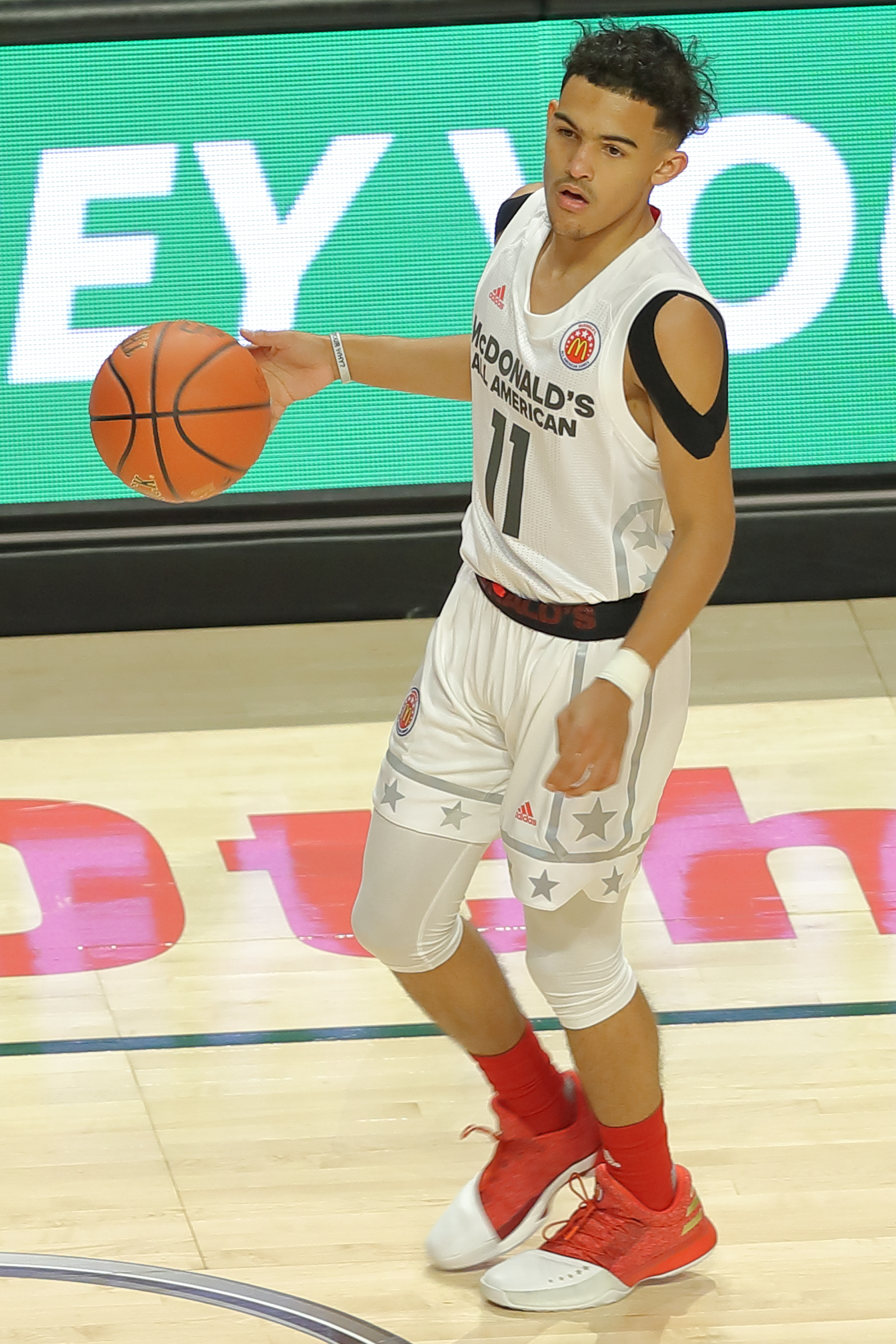
Young no McDonald's All-American Boys Game de 2017

Young frequentou a Norman North High School em sua cidade natal, Norman, Oklahoma. Embora ele não tenha jogado em seu primeiro ano, ele acabou jogando pelo time no segundo ano. Naquele ano, ele teve médias de 25 pontos, 5 assistências e 4 rebotes, enquanto ajudava Norman North a vencer o campeonato da área de 2015 e foi nomeado para a Segunda-Equipe de Oklahoma.
Durante seu terceiro ano do ensino médio, ele melhorou significativamente seu jogo com médias de 34,2 pontos, 4,6 rebotes e 4,6 assistências, enquanto liderava a equipe para um recorde de 28-4 naquele ano, conquistando o título regional e sendo vice-campeão da Classe 6A de 2016. Ele também foi nomeado Jogador do Ano de Oklahoma por várias fontes.
Em sua última temporada, ele teve médias de 42,6 pontos, 5,8 rebotes e 4,1 assistências, enquanto acertava 48,9% dos arremessos.

### Recrutamento
Young foi considerado um dos melhores jogadores da turma de recrutamento de 2017 pela Scout.com, Rivals.com e ESPN. A ESPN o considerou o segundo melhor candidato a armador naquele ano, enquanto os outros sites o consideravam o terceiro melhor armador da classe de recrutamento naquele ano.
| Nome | Cidade Natal                                     | Escola/Universidade      | Altura | Peso  | Data da revisão         |
| --- | ------------------------------------------------ | ------------------------ | ------ | ----- | ----------------------- |
| Trae Young PG | Lubbock, TX                                      | Norman North High School | 1,88 m | 83 kg | 16 de fevereiro de 2017 |
| Trae Young PG | Recrutamento: Rivais: Scout: 247sports: ESPN: 94 |                          |        |       |                         |
| Classificação geral de novatos: Scout: 21º \| Rivals: 14º \| 247sports: 18º \| ESPN: 15º |                                                  |                          |        |       |                         |
| - Nota: Em muitos casos, Scout, Rivals, 247Sports e ESPN podem entrar em conflito em suas listas de altura e peso, nestes casos, a média foi obtida. - Nota: A ESPN mede os calouros numa escala de 0 a 100. - Fonte: |                                                  |                          |        |       |                         |

## Carreira universitária
Em 16 de fevereiro de 2017, Young se comprometeu com a Universidade de Oklahoma, fazendo com que ele ficasse em seu estado natal. Ele foi o primeiro recruta de cinco estrelas da Universidade de Oklahoma desde Tiny Gallon em 2010.
No início da temporada, em 12 de novembro, Young registrou 15 pontos, 10 assistências e seis rebotes em uma vitória sobre Omaha. Três dias depois, ele registrou 22 pontos e 13 assistências em uma vitória sobre Ball State. Em 26 de novembro, Young teve 43 pontos e sete assistências em uma vitória de 90-80 sobre Oregon. Em 19 de dezembro, Young empatou (com três outros) a marca de mais assistências em um único jogo da NCAA com 22, além de registrar 26 pontos em uma vitória por 105-68 contra Northwestern State. Ao longo da temporada, Young passou de uma escolha tardia na primeira rodada ou na segunda rodada para ser uma potencial primeira escolha do draft da NBA de 2018. Ele também recebeu elogios de LeBron James e Stephen Curry por sua temporada em Oklahoma.
No entanto, Young passou por um período difícil quando a defesa de West Virginia o forçou a oito turnovers em 5 de janeiro de 2018. Além disso, sua defesa individual foi classificada como "ruim". Ele se recuperaria com 43 pontos, 11 rebotes e sete assistências em uma vitória de 102-97 sobre TCU em 13 de janeiro. Em 20 de janeiro, Young registrou um novo recorde de 48 pontos em uma derrota de 83-81 para Oklahoma State. Em 23 de janeiro, ele registrou 26 pontos (7-9 em arremessos) e nove assistências em uma vitória de 85-80 sobre Kansas Jayhawks.
Young terminou sua temporada regular de calouro liderando o país em muitas estatísticas: assistências (271), pontos (848), pontos por partida (27,4) e assistências por partida (8,7). Os 848 pontos marcados na Big 12 quebrariam o recorde da conferência de mais pontos marcados por um novato, anteriormente ocupado por Kevin Durant e Michael Beasley. Em 7 de março de 2018, Young foi anunciado como vencedor do Wayman Tisdale Award como Calouro Nacional do Ano pela Associação de Escritores de Basquete dos Estados Unidos (USBWA). No final da temporada regular de Oklahoma, Young também foi nomeado o Calouro do Ano da Big 12 e foi membro da Primeira-Equipe da Big 12.
Em 15 de março, Young registrou 28 pontos, sete assistências e cinco rebotes em uma derrota de 83-78 para o Rhode Island. Ele se tornou o segundo calouro a registrar números semelhantes de pontos em um jogo do Torneio da NCAA com Chris Paul sendo o primeiro jogador em 2004.
Após a derrota de Oklahoma no Torneio da NCAA de 2018, Young anunciou sua intenção de renunciar às suas três últimas temporadas de elegibilidade universitária e se declarar para o draft da NBA de 2018.

## Carreira profissional

### Atlanta Hawks (2018–Presente)

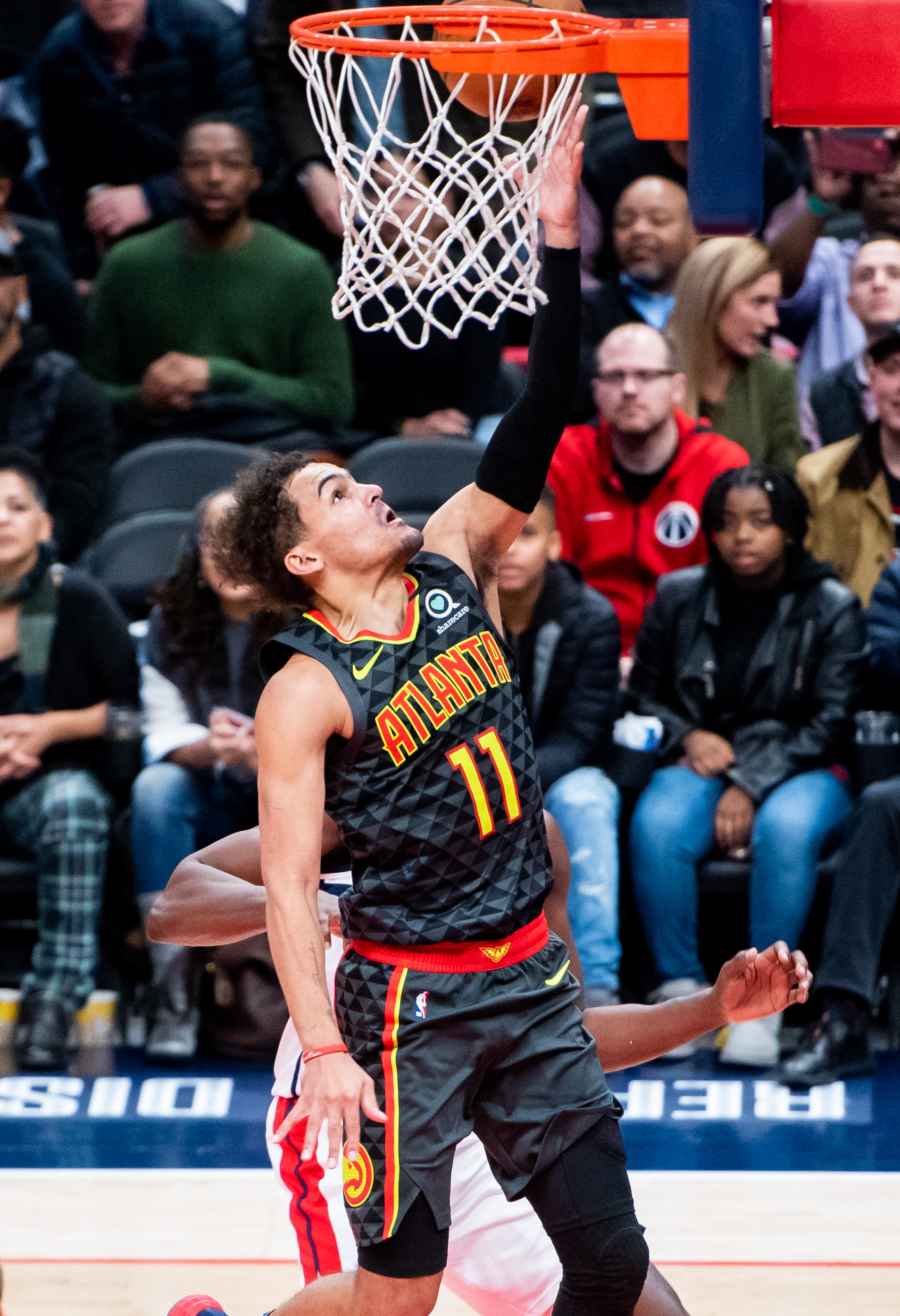
Trae Young fazendo uma bandeja.

#### Temporada de 2018-19: Novato
Em 21 de junho de 2018, Young foi selecionado pelo Dallas Mavericks como a quinta escolha geral no draft da NBA de 2018. Ele foi negociado com o Atlanta Hawks, junto com uma futura escolha da primeira rodada, em troca de Luka Dončić. Em 1 de julho de 2018, Young assinou um contrato de 4 anos e US$26.5 milhões com os Hawks.
Em 21 de outubro, no terceiro jogo dos Hawks na temporada, Young terminou o jogo com 35 pontos e 11 assistências na vitória de 133-111 sobre o Cleveland Cavaliers. Em 19 de novembro, ele teve 25 pontos e 17 assistências em uma derrota de 127-119 para o Los Angeles Clippers. Em 25 de fevereiro de 2019, Young marcou 36 pontos em uma derrota por 119-111 para o Houston Rockets. Em 27 de fevereiro, ele registrou 36 pontos e 10 assistências na vitória de 131-123 sobre o Minnesota Timberwolves. Dois dias depois, ele quebrou o recorde da temporada quando fez 49 pontos, além de 16 assistências, na derrota de 168-161 para o Chicago Bulls. Em 31 de março, Young fez a cesta da vitória e marcou 12 pontos, além de 16 assistências, contra o Milwaukee Bucks. Ele se juntou a Dončić na seleção unânime da Primeira-Equipe da Equipe de Novatos de 2019.

#### Temporada de 2019-20: Primeiro All-Star Game
Em 24 de outubro de 2019, Young marcou 38 pontos no primeiro jogo da temporada contra o Detroit Pistons. Em 29 de novembro, ele teve 49 pontos, incluindo 21 no quarto quarto, para forçar a prorrogação contra o Indiana Pacers.
Em 23 de janeiro de 2020, ele foi selecionado para o All-Star Game da NBA como titular.
Em 26 de janeiro, Young registrou 45 pontos e 14 assistências na vitória de 152–133 contra o Washington Wizards. Young usou o número 8 nos primeiros 8 segundos do jogo em memória de Kobe Bryant. Quatro dias depois, ele registrou 39 pontos e 18 assistências em uma vitória por 127-117 sobre o Philadelphia 76ers. Em 9 de fevereiro, Young teve 48 pontos e 13 assistências na vitória por 140-135 sobre o New York Knicks. Em 20 de fevereiro, Young marcou 50 pontos em uma vitória sobre o Miami Heat. Em 19 de fevereiro de 2020, o Bleacher Report nomeou Young como o pior armador defensivo da NBA.

#### Temporada de 2020-21: Aparição nas finais da Conferência Leste
Em 23 de maio de 2021, Young fez sua estreia nos playoffs e registrou 32 pontos, 7 rebotes e 10 assistências em uma vitória por 107–105 contra o New York Knicks. Ele também se juntou a LeBron James, Chris Paul e Derrick Rose como os únicos jogadores na história da liga a registrar 30 pontos e 10 assistências em sua estreia nos playoffs. Em uma vitória por 109–106 sobre o Philadelphia 76ers no Jogo 5 das semifinais da Conferência Leste, Young registrou 39 pontos, 7 assistências e 3 roubos de bola levando os Hawks a uma vitória. No Jogo 7 das semifinais da Conferência Leste, ele teve 21 pontos para liderar os Hawks até a vitória que os levou a primeira aparição nas finais da Conferência Leste desde 2015. No Jogo 1 das finais da conferência, Young registrou 48 pontos, 11 assistências e sete rebotes na vitória por 116–113 sobre o Milwaukee Bucks. Young perdeu os jogos 4 e 5 devido a uma contusão óssea no pé direito. Ele voltou no jogo 6 mas os Hawks perderam por 118–107 e encerraram a sua temporada.
Em 3 de agosto de 2021, Young concordou com uma extensão máxima de cinco anos com os Hawks no valor de US$ 172 milhões e possivelmente US$ 207 milhões.

#### Temporada de 2021-22: Primeiro All-NBA
Em 3 de janeiro de 2022, Young marcou 56 pontos, o recorde de sua carreira, e 14 assistências em uma derrota por 136-131 para o Portland Trail Blazers. De 22 de novembro a 7 de janeiro, ele fez 17 jogos consecutivos de 25 pontos, empatando com Dominique Wilkins pelo recorde da franquia.
Em 27 de janeiro, Young foi selecionado como titular do All-Star Game da NBA de 2022.
Em 26 de fevereiro, Young registrou 41 pontos e 11 assistências em uma vitória sobre o Toronto Raptors por 127–100; foi o décimo jogo da carreira de Young com pelo menos 40 pontos e 10 assistências, ultrapassando Michael Jordan como o nono maior jogador de todos os tempos. Em 13 de março, ele marcou 47 pontos na vitória por 131–128 sobre o Indiana Pacers. No dia seguinte, Young marcou 46 pontos na vitória por 122–113 sobre o Portland Trail Blazers, tornando-se o primeiro jogador na NBA nesta temporada a marcar mais de 40 pontos em noites consecutivas e o primeiro a fazer isso desde Bradley Beal em fevereiro de 2020. No final da temporada regular, Young se tornou o segundo jogador na história da NBA a liderar a liga em total de pontos e assistências em uma temporada, juntando-se a Tiny Archibald.
Em 15 de abril, durante a vitória no Play-in sobre o Cleveland Cavaliers, Young registrou 38 pontos e 9 assistências. No Jogo 1 da primeira rodada contra o Miami Heat, Young marcou 8 pontos e teve mais turnovers (seis) do que assistências (quatro). O Hawks perderia para o Heat em cinco jogos.

#### Temporada de 2022–23: Assistências
Quando Young entrou em sua quinta temporada na NBA, o Atlanta Hawks decidiu fazer uma troca recebendo Dejounte Murray do San Antonio Spurs no processo. A troca melhorou a defesa dos Hawks e reduziu a carga ofensiva de Young.
Sua temporada começou em 19 de outubro de 2022, contra o Houston Rockets. Em seu primeiro jogo, ele marcou 23 pontos e fez 13 assistências. Eles venceram a partida por 117–107, com seu recém-adquirido companheiro de equipe desempenhando bem seu papel defensivo, acumulando 5 roubos de bola. Cinco jogos depois, Young marcou 42 pontos na derrota por 115–123 contra o Milwaukee Bucks. Em 25 de novembro, Young marcou seu recorde da temporada com 44 pontos na derrota por 128–122 contra os Rockets.
Em 26 de fevereiro de 2023, Young marcou 34 pontos, fez oito assistências, conseguiu dois roubos de bola e acertou um arremesso decisivo no estouro do cronômetro na vitória por 129–127 sobre o Brooklyn Nets. Em 7 de abril, ele marcou 27 pontos e estabeleceu um recorde pessoal de 20 assistências na derrota por 136–131 na prorrogação contra o Philadelphia 76ers.
No Jogo 3 da primeira rodada contra o Boston Celtics, Young registrou 32 pontos, seis rebotes, nove assistências, um roubo de bola e dois bloqueios na vitória por 130–122. Ele se juntou a Dejounte Murray como o primeiro par de companheiros de equipe dos Hawks a marcar pelo menos 25 pontos, cinco rebotes e cinco assistências em um jogo de playoff desde Lenny Wilkens e Bill Bridges em 1966. No Jogo 5 da série, Young marcou 38 pontos e fez 13 assistências, além de acertar uma cesta de três pontos decisiva na vitória por 119–117. Atlanta acabou perdendo para Boston em seis jogos, apesar dos 30 pontos e 10 assistências de Young na derrota por 128–120 no Jogo 6.

#### Temporada de 2023–24: Terceiro All-Star Game
Em 23 de dezembro de 2023, Young registrou 30 pontos e 13 assistências em uma derrota por 125–119 contra o Memphis Grizzlies. Foi o seu sétimo jogo consecutivo com pelo menos 30 pontos e 10 assistências, igualando Oscar Robertson pelo maior recorde nesse quesito na história da NBA. Robertson estabeleceu o recorde de dezembro de 1964 a janeiro de 1965. Em 30 de novembro de 2023, Young marcou seu recorde da temporada com 45 pontos e 14 assistências em uma vitória por 147–145 contra o San Antonio Spurs.
Em 6 de fevereiro de 2024, Young foi nomeado para o seu terceiro All-Star Game, sendo o primeiro desde a temporada de 2021-22, como substituto devido a uma lesão de Julius Randle. Em 15 de fevereiro, Young fez seu 1.051º arremesso de três pontos na carreira, ultrapassando Mookie Blaylock pelo recorde de mais arremessos de três pontos feitos na história dos Hawks, em uma derrota por 122–99 para o Charlotte Hornets.

## Estatísticas da carreira

### NBA

#### Temporada Regular
| Ano      | Equipe   | PJ  | PT  | MPJ  | AP   | 3P   | LL   | RT  | AS   | BR  | TO | PPJ  |
| -------- | -------- | --- | --- | ---- | ---- | ---- | ---- | --- | ---- | --- | -- | ---- |
| 2018-19  | Atlanta  | 81  | 81  | 30.9 | .418 | .324 | .829 | 3.7 | 8.1  | .9  | .2 | 19.1 |
| 2019-20  | Atlanta  | 60  | 60  | 35.3 | .437 | .361 | .860 | 4.3 | 9.3  | 1.1 | .1 | 29.6 |
| 2020-21  | Atlanta  | 63  | 63  | 33.7 | .438 | .343 | .886 | 3.9 | 9.4  | .8  | .2 | 25.3 |
| 2021-22  | Atlanta  | 76  | 76  | 34.9 | .460 | .382 | .904 | 3.7 | 9.7  | .9  | .1 | 28.4 |
| 2022-23  | Atlanta  | 73  | 73  | 34.8 | .429 | .335 | .886 | 3.0 | 10.2 | 1.1 | .1 | 26.2 |
| 2023–24  | Atlanta  | 54  | 54  | 36.0 | .430 | .373 | .855 | 2.8 | 10.8 | 1.3 | .2 | 25.7 |
| Carreira | Carreira | 407 | 407 | 34.2 | .435 | .353 | .870 | 3.5 | 9.5  | 1.0 | .1 | 25.7 |
| All-Star | All-Star | 2   | 2   | 17.5 | .391 | .333 | –    | 2.5 | 10.0 | 1.0 | .0 | 11.5 |

#### Play-In
| Ano      | Equipe   | PJ | PT | MPJ  | AP   | 3P   | LL   | RT  | AS   | BR | TO  | PPJ  |
| -------- | -------- | -- | -- | ---- | ---- | ---- | ---- | --- | ---- | -- | --- | ---- |
| 2022     | Atlanta  | 2  | 2  | 37.0 | .429 | .278 | .882 | 3.0 | 10.0 | .5 | 1.0 | 31.0 |
| 2023     | Atlanta  | 1  | 1  | 36.5 | .444 | .125 | .889 | 8.0 | 7.0  | .0 | .0  | 25.0 |
| 2024     | Atlanta  | 1  | 1  | 42.7 | .333 | .375 | .846 | 2.0 | 10.0 | .0 | .0  | 22.0 |
| Carreira | Carreira | 4  | 4  | 38.7 | .401 | .259 | .872 | 4.3 | 9.0  | .1 | .3  | 26.0 |

#### Playoffs
| Ano      | Equipe   | PJ | PT | MPJ  | AP   | 3P   | LL   | RT  | AS   | BR  | TO | PPJ  |
| -------- | -------- | -- | -- | ---- | ---- | ---- | ---- | --- | ---- | --- | -- | ---- |
| 2021     | Atlanta  | 16 | 16 | 37.7 | .418 | .313 | .866 | 2.8 | 9.5  | 1.3 | .0 | 28.8 |
| 2022     | Atlanta  | 5  | 5  | 37.3 | .319 | .184 | .788 | 5.0 | 6.0  | .6  | .0 | 15.4 |
| 2023     | Atlanta  | 6  | 6  | 38.3 | .403 | .333 | .860 | 3.7 | 10.2 | 1.7 | .7 | 29.2 |
| Carreira | Carreira | 27 | 27 | 37.7 | ,380 | .276 | .838 | 3.8 | 8.5  | 1.2 | .2 | 24.4 |

### Universitário
| Ano     | Equipe   | PJ | PT | MPJ  | AP   | 3P   | LL   | RT  | AS   | BR  | TO | PPJ  |
| ------- | -------- | -- | -- | ---- | ---- | ---- | ---- | --- | ---- | --- | -- | ---- |
| 2017–18 | Oklahoma | 32 | 32 | 35.4 | .423 | .361 | .861 | 3.9 | 8.7* | 1.7 | .3 | 27.4 |

## Vida pessoal
Young tem três irmãos, Caitlyn, Camryn e Timothy. Seu pai, Rayford, jogava basquete na Texas Tech. Young é um cristão.
Young seguiu os passos de Donovan Mitchell ao aparecer na segunda temporada da série da Young Hollywood, "Rookie on the Rise". A série segue ele em sua corrida pelo Prêmio de Novato do Ano.
Young se casou com sua parceira de longa data, Shelby Miller, em julho de 2023. Eles tiveram um filho em junho de 2022. O segundo filho do casal nasceu em novembro de 2023.
Em novembro de 2023, uma rua foi nomeada em homenagem a Young, chamada Trae Young Drive, localizada fora do Young Family Athletic Center em sua cidade natal.

## Prêmios e Homenagens
NBA
- 4x NBA All-Star: 2020, 2022, 2024, 2025;
- All-NBA Team:
  - Terceiro time: 2022
- NBA All-Rookie Team:
  - Primeiro time: 2019
- NBA Assistis Leader: 2025[75]